# Heiligenstädter Testament

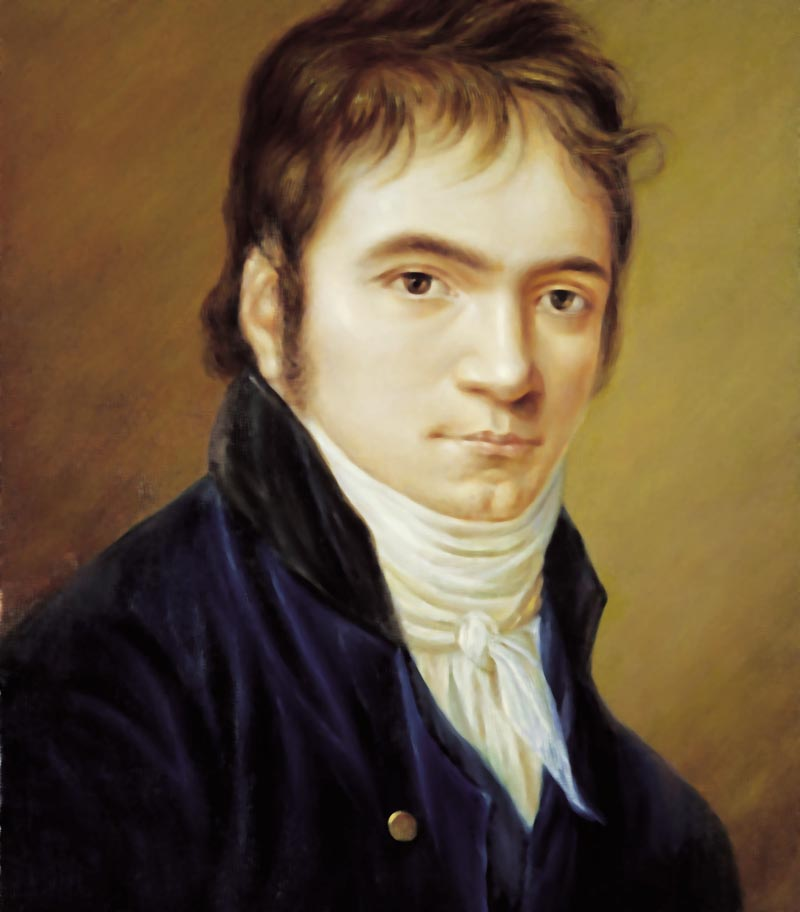
Beethoven in 1803

Het Heiligenstädter Testament is een brief die Ludwig van Beethoven schreef aan zijn broers Caspar en waarschijnlijk Johann, op een van zijn terugtrekkingen in het dorpje Heiligenstadt (nu een deel van Wenen). Hij schreef het in het huis dat nu het Haus des Heiligenstädter Testaments wordt genoemd en naar een museum is omgevormd.
Het is geschreven op 6 oktober 1802 in een periode waarin Beethoven zelfmoordneigingen had en in een zware depressie zat. Anton Schindler vond het werk, kort na zijn dood tussen Beethovens papieren. Het is het beroemdste document van Beethoven.

## Vertaling
De vet gedrukte woorden zijn onderstreept in het originele testament. De vertaling is gebaseerd op vroeg-19e-eeuwse zinsopbouw, de taal gangbaar in Beethovens tijd.
| Duitse tekst (origineel) |  | Nederlandse vertaling |
| (eerste bladzijde van testament) {an}Für meine Brüder Carl und (lege plek) Beethowen O ihr Menschen die ihr mich für Feindseelig störisch oder Misantropisch haltet oder erkläret, wie unrecht thut ihr mir, ihr wißt nicht die geheime ursache von dem, was euch so scheinet, mein Herz und mein Sinn waren von Kindheit an für das zarte Gefühl des Wohlwollens, selbst große Handlungen zu verrichten dazu war ich immer aufgelegt, aber bedenket nur daß seit 6 Jahren ein heilloser Zustand mich befallen, durch unvernünftige Ärzte verschlimmert, von Jahr zu Jahr in der Hofnung gebessert zu werden, betrogen, endlich zu dem überblick eines daurenden Übels das (dessen Heilung vieleicht Jahre dauren oder gar unmöglich ist) gezwungen, mit einem feurigen Lebhaften Temperamente gebohren selbst empfänglich für die Zerstreuungen der Gesellschaft, muste ich früh mich absondern, einsam mein Leben zubringen, wollte ich auch zuweilen mich einmal über alles das hinaussezen, o wie hart wurde ich dur[ch] die verdoppelte traurige Erfahrung meines schlechten Gehör’s dann zurückgestoßen, und doch war’s mir noch nicht möglich den Menschen zu sagen: sprecht lauter, schreyt, denn ich bin Taub, ach wie wär es möglich daß ich da die Schwäche eines Sinnes angeben sollte, der bey mir in einem Vollkommenern Grade als bey andern seyn sollte, einen Sinn denn ich einst in der grösten Vollkommenheit besaß, in einer Vollkommenheit, wie ihn wenige von meinem Fache gewiß haben noch gehabt haben – o ich kann es nicht, drum verzeiht, wenn ihr mich da zurückweichen sehen werdet, wo ich mich gerne unter euch mischte, doppelt Wehe thut mir mein unglück, indem ich dabey verkannt werden muß, für mich darf Erholung in Menschlicher Gesellschaft, feinere unterredungen, Wechselseitige Ergießungen nicht statt haben, ganz allein fast nur so viel als es die höchste Nothwendigkeit fodert, darf ich mich in Gesellschaft einlassen, wie ein Verbannter muß ich leben, nahe ich mich einer Gesellschaft, so überfällt mich eine heiße Ängstlichkeit, indem ich befürchte in Gefahr gesezt zu werden, meine[n] Zustand merken zu laßen – so war es denn auch dieses halbe Jahr, was ich auf dem Lande zubrachte, von meinem Vernünftigen Arzte aufgefodert, so viel als möglich mein Gehör zu schonen, kamm er mir fast meiner jezigen natürlichen Disposizion entgegen, obschon, Vom Triebe zur Gesellschaft manchmal hingerissen, ich mich dazu verleiten ließ, aber welche Demüthigung wenn jemand neben mir stund und von weitem eine Flöte hörte und ich nichts hörte, oder jemand den Hirten Singen hörte, und ich auch nichts hörte, |  | (eerste bladzijde van testament) Voor mijn Broers Karl en (lege plek) Beethoven. O jullie mensen, die mij voor vijandig, nors en mensenhatend houden of verklaren, hoezeer verongelijkt u mij! Uw kent de geheime oorzaak niet van datgene, wat u dus toeschijnt. Mijn hart en ziel waren van jongs af aan geopend voor het zacht gevoel der welwillendheid. Tot het verrichten van grootte daden voelde ik mij steeds geneigd. Maar bedenkt, dat sinds zes jaren een heilloze toestand mijn deel is. Door onverstandige Geneesheren verergerd, van jaar tot jaar in de hoop van beterschap teleur gesteld, en ten laatste tot de voorstelling een aanhoudende kwaal, welker genezing wellicht jaren kan aanhouden of misschien onmogelijk is, gedwongen, met een vurig temperament geboren, zeer geneigd tot gezellige vermaken, moest ik reeds vroeg mij afzonderen, eenzaam mijn leven slijten. Wilde ik soms nog mij op eens over dit alles heenzetten, o hoe hard werd ik dan nog door de verdubbelde treurige ondervinding van mijn gebrekkig gehoor teruggestoten; en toch was het mij niet mogelijk, tot de mensen te zeggen: ‘Spreekt luider, schreeuw; want ik ben doof.’ Ach! hoe was het mij ook mogelijk, de zwakheid van een zintuig kenbaar te maken, dat bij mij volkomener dan bij anderen behoorde te zijn; een zintuig, dat ik eens in de hoogste volkomenheid bezat, - in een volkomenheid, zo als maar weinigen in mijn vak hetzelve bezitten of bezeten hebben? o! Dat kan ik niet. Daarom vergeef het, dat u mij dáár terug zag wijken, waar ik mij zo gaarne in uw midden had bevonden! Dubbel wee doet mij men ongeluk, ondanks dat ik daardoor miskend worden. Voor mij bestaat geen ontspanning in gezelschap van mensen, geen belangrijk onderhoud, noch wederzijdse uitgieting van harten. Bijkans geheel verlaten, mag ik mij, alleen voor zo ver dringende noodzakelijkheid zulks vordert, met het gezellig verkeer inlaten. Als een verbannen iemand moet ik leven. Ga ik naar een gezelschap, dan bevangt mij een benauwd angstvalligheid, dat men mijnen toestand zal opmerken. Zo was het dan ook gedurende dit half jaar, dat ik buiten sleet. Door een verstandige Arts vermaand, mijn gehoor zoo veel mogelijk te sparen, kwam hij inderdaad mijn tegenwoordige natuurlijke gesteldheid voor; hoewel ik, door vurig verlangen naar gezelligheid weggesleept, mij meermalen liet verleiden. Doch welk een verdeemoedigen, wanneer iemand naast mij stond en in de verte een fluit hoorde en ik niets hoorde, of iemand de herder hoorde zingen en ik niets hoorde! |
| (tweede bladzijde van testament) solche Ereignisse brachten mich nahe an Verzweiflung, es fehlte wenig, und ich endigte selbst mein Leben – nur sie die Kunst, sie hielt mich zurück, ach es dünkte mir unmöglich, die Welt eher zu verlassen, bis ich das alles hervorgebracht, wozu ich mich aufgelegt fühlte, und so fristete ich dieses elende Leben – wahrhaft elend, einen so reizbaren Körper, daß eine etwas schnelle Verändrung mich aus dem Besten Zustande in den schlechtesten versezen kann – Geduld – so heist es, Sie muß ich nun zur führerin wählen, ich habe es – daurend hoffe ich, soll mein Entschluß seyn, auszuharren, bis es den unerbittlichen Parzen gefällt, den Faden zu brechen, vieleicht geht’s besser, vieleicht nicht, ich bin gefaßt – schon in meinem 28 Jahre gezwungen Philosoph zu werden, es ist nicht leicht, für den Künstler schwere[r] als für irgend jemand – Gottheit du siehst herab auf mein inneres, du kennst es, du weist, dasß menschenliebe und neigung zum Wohlthun drin Hausen, o Menschen, wenn ihr einst dieses leset, so denkt, daß ihr mir unrecht gethan, und der unglückliche, er tröste sich, einen seines gleichen zu finden, der troz allen Hindernissen der Natur, doch noch alles gethan, was in seinem Vermögen stand, um in die Reihe würdiger Künstler und Menschen aufgenommen zu werden – ihr meine Brüder Carl und (lege plek), sobald ich Tod bin und Professor schmid lebt noch, so bittet ihn in meinem Namen, daß er meine Krankheit beschreibe, und dieses hier geschriebene Blatt füget ihr dieser meiner Krankengeschichte bey, zu damit wenigstens so viel als möglich die Welt nach meinem Tode mit mir versöhnt werde – zugleich erkläre ich euch beyde hier für meine die Erben des kleinen Vermögens, (wenn man es so nennen kann) von mir, theilt es redlich, und vertragt und helft euch einander, was ihr mir zuwider gethan, das wist ihr, war euch schon längst verziehen, dir Bruder Carl danke ich noch in’s besondre für deine in dieser leztern spätern Zeit mir bewiesene Anhänglichkeit, Mein Wunsch ist, daß ich euch ein bessers sorgenvolleresloseres Leben, als mir, werde, emphelt euren nach Kindern Tugend, sie nur allein kann glücklich machen, nicht Geld, ich spreche aus Erfahrung, sie war es, die mich selbst im Elende gehoben, ihr Danke |  | (tweede bladzijde van testament) Zulke voorvallen brachten mij nabij de vertwijfeling; en weinig ontbrak er aan, of ik zelf had een einde gemaakt aan mijn bestaan. Zij alleen, de Kunst, hield mij terug; en het scheen mij onmogelijk, de wereld te verlaten, vóór ik dat alles had voortgebracht, waartoe ik mij geroepen voelde; en zoo verdroeg ik dit ellendig leven, - waarlijk ellendig, met een zoo prikkelbaar lichaam, dat een enigszins schielijke verandering mij uit de beste toestand in de slechtste kan verplaatsen - Geduld- zoal zij heet; haar moet ik thans tot gezellin kiezen. Wel nu, ik bezit het; duurzaam, hoop ik, zal mijn besluit zijn, het uit te harden, tot dat het der onverbiddelijke Schikgodinnen behaagt, de draad te verbreken. Mogelijk betert het, mogelijk niet; ik ben bereid. Reeds op mijn 28ste levensjaar gedwongen Filosoof te worden, valt niet gemakkelijk, valt den kunstenaar zwaarder dan iemand anders. Godheid! Uw leest in mijn binnenste; U kent het; U weet, dat mensenliefde en neiging tot weldoen daarin wonen. Mensen! wanneer uw dit eenmaal leest, zo denkt, dat gij mij onrecht hebt aangedaan; en de ongelukkige vertrooste zich, een van zijns gelijken te vinden, die, in spijt van alle hinderpalen der Natuur, nog alles heeft gedaan, wat in zijn vermogen stond, om in de rij van waardige kunstenaars en mensen te worden opgenomen. U, mijne Broeders Karl en ***, wanneer ik dood ben en Professor Schmidt nog leeft, zo verzoek hem uit mijn naam, dat hij mijn kwaal beschrijft, en dit geschrift aan mijn ziektegeschiedenis toevoegt, opdat ten minste na mijn dood de wereld zo veel mogelijk met mij verzoend wordt. Tevens verklaar ik u beiden mits dezen tot erfgenamen van mijn gering vermogen (zo het dien naam mag dragen). Deel het eerlijk, en verdraag en help elkander. Wat uw mij mocht misdaan hebben, dat, weet uw, is uw reeds lang vergeven. U, Broeder Karl, dank ik nog in het bijzonder voor u, in den laatsten tijd, mij betoonde verkleefdheid. Mijn wens is, dat jullie een beter, zorgvrijer leven, dan mij, ten deel valt. Leid uwe kinderen op tot deugd; zij alleen kan gelukkig maken, geld niet (ik spreek uit ondervinding); zij was het, die mij ook in ellende heeft opgebeurd; aan haar, benevens mijn kunst, heb ik het te danken, |
| (derde bladzijde van testament) ich nebst meiner Kunst, daß ich durch keinen selbstmord mein Leben endigte – lebt wohl und liebt euch; – allen Freunden danke ich, besonders fürst Lichnovski und P[r]ofessor schmidt – die Instrumente von fürst L.[ichnowsky] wünsche ich, daß sie doch mögen aufbewahrt werden bey einem von euch, doch entstehe deswegen kein Streit unter euch, sobald sie euch aber zu was nüzlicherm dienen können, so verkauft sie nur, wie froh bin ich, wenn ich auch noch unter meinem Grabe euch nüzen kann – so wär’s geschehen - mit freuden eil ich dem Tode entgegen – kömmt er früher als ich Gelegenheit gehabt habe, noch alle meine Kunst-Fähigkeiten zu entfalten, so wird er mir troz meinem Harten Schicksaal doch noch zu frühe kommen, und ich würde ihn wohl später wünschen – doch auch dann bin ich zufrieden, befreyt er mich nicht von einem endlosen Leidenden Zustande? – Komm, wann du willst, ich gehe dir muthig entgegen – lebt wohl und Vergeßt mich nicht ganz im Tode, ich habe es um euch verdient, indem ich in meinem Leben oft an euch gedacht, euch glücklich zu machen, seyd es – Ludwig van Beethowen Heiglnstadt am 6ten october 1802 |  | (derde bladzijde van testament) dat ik niet door zelfmoord mijn leven eindigde. Vaarwel en bemin elkander! All mijn vrienden dank ik, in het bijzonder Vorst Lichnowsky en Professor Schmidt. De Instrumenten van Vorst l. verlang ik, dat vooral bij één uwer mogen bewaard blijven; doch er ontsta deswege geen twist onder u, en wanneer zij u tot iets noodwendiger kunnen dienen, verkoop ze dan. Hoe blijd zal ik zijn, bijaldien ik jullie ook nog in het graf van dienst mag zijn geweest! Het is dan gedaan. Met vreugd ga ik de dood tegemoet. Overvalt hij mij echter, vóór dat ik nog gelegenheid heb gehad, al mijn kunst-bekwaamheden te ontwikkelen, zo komt hij mij, ondanks mijn hard noodlot, nog te vroeg, en ik zou hem wel geluk wensen. Maar ook dan ben ik tevreden. Verlost hij mij niet van een eindeloos lijdende toestand? Komt hij dan, wanneer hij wil, ik ga hem moedig tegen. - Vaarwel, en vergeet mij in den dood niet geheel; dat heb ik aan u verdiend, dewijl ik in mijn leven vaak aan u heb gedacht, om u gelukkig te maken, zo het zijn mag. Ludwig van Beethoven Heiligenstadt op 6 oktober 1802 |
| (vierde bladzijde van testament) (in de rechterkantlijn, 90° gedraaid) für meine Brüder Carl und (lege plek) nach meinem Tode zu lesen und zu vollziehen – (ondersteboven geschreven) Heiglnstadt am 10ten oktober 1802 – so nehme ich den Abschied von dir – und zwar traurig – ja dir geliebte Hofnung – die ich mit hieher nahm, wenigstens bis zu einem gewissen Punkte geheilet zu seyn – sie muß mich nun gänzlich verlassen, wie die blätter des Herbstes herabfallen, gewelkt sind, so ist – auch sie für mich dürr geworden, fast wie ich hieher kamm – gehe ich fort – selbst der Hohe Muth – der mich oft in den Schönen Sommertägen beseelte – er ist verschwunden – o Vorsehung – laß einmal einen reinen Tag der Freude mir erscheinen – so lange schon ist der wahren Freude inniger widerhall mir fremd – o wann – o Wann o Gottheit – kann ich im Tempel der Natur und der Menschen ihn wider fühlen – Nie? – nein – o es wäre zu hart |  | (vierde bladzijde van testament) (in de rechterkantlijn, 90° gedraaid) Voor mijn broers Karl en (lege plek), om na mijn dood te lezen. (ondersteboven geschreven) 10 oktober 1802. Zo neem ik dan afscheid van jullie - en wel treurig. Ja, de zoete hoop, die ik hier meebreng, om ten minste tot zekere mate hersteld te worden, zij heeft mij thans geheel verlaten. Gelijk de herfstbladeren afvallen en verwelkt zijn, zo is ook zij voor mij dor geworden. Zo als ik herwaarts kwam, ga ik heen. Zelfs de hoge moed, die mij vaak in de schone zomerdagen bezielde, hij is verdwenen. o, Voorzienigheid! Laat eenmaal een reine dag der vreugde voor mij lichten - te lang reeds is de innige weergalm der ware vreugde mij vreemd - ach! wanneer, wanneer, o Godheid! zal ik in den tempel der Natuur en der mensen haar weer gevoelen! - Nimmer? - Neen! - o, Het is te hard! |

## Zie ook

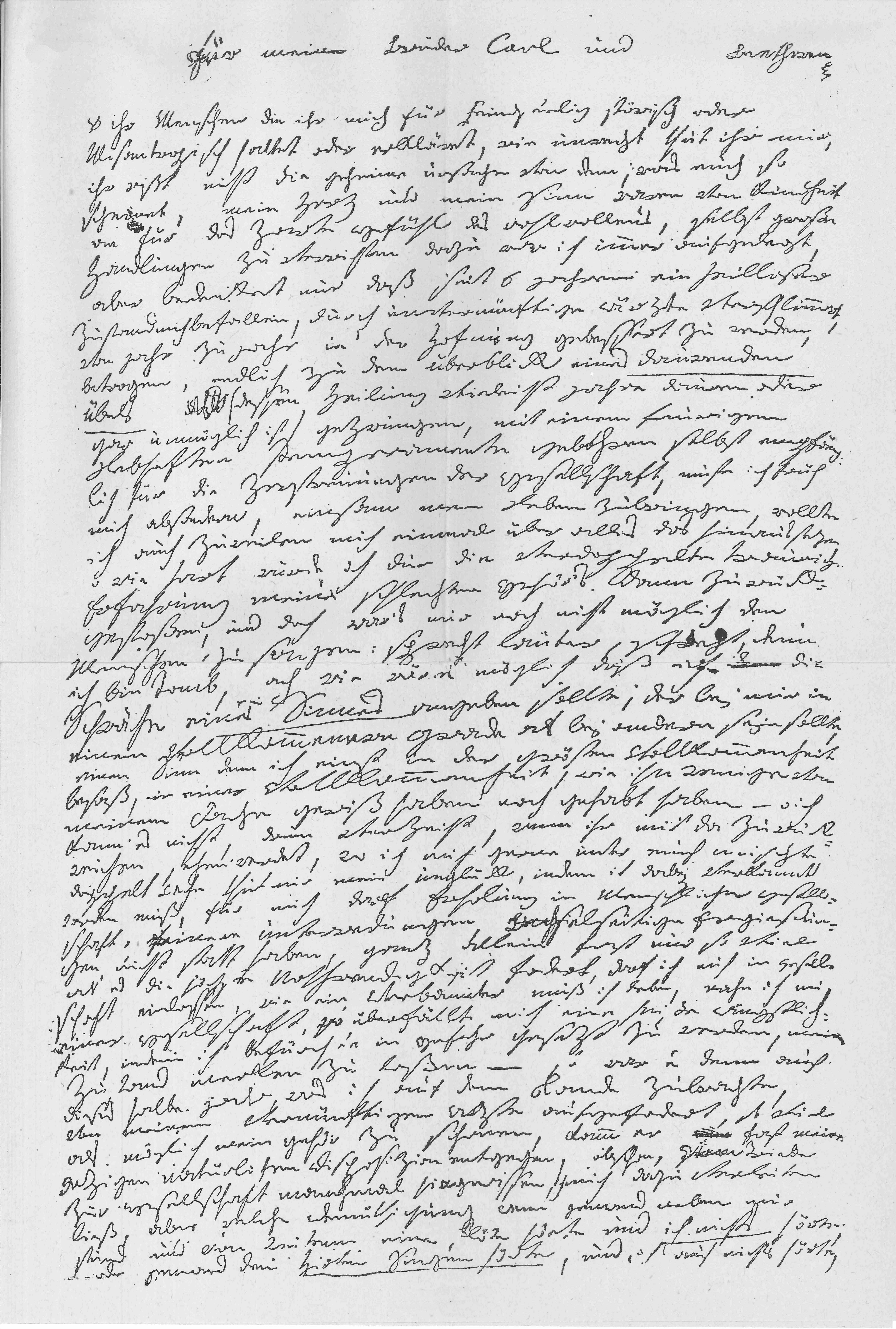
Eerste pagina van testament
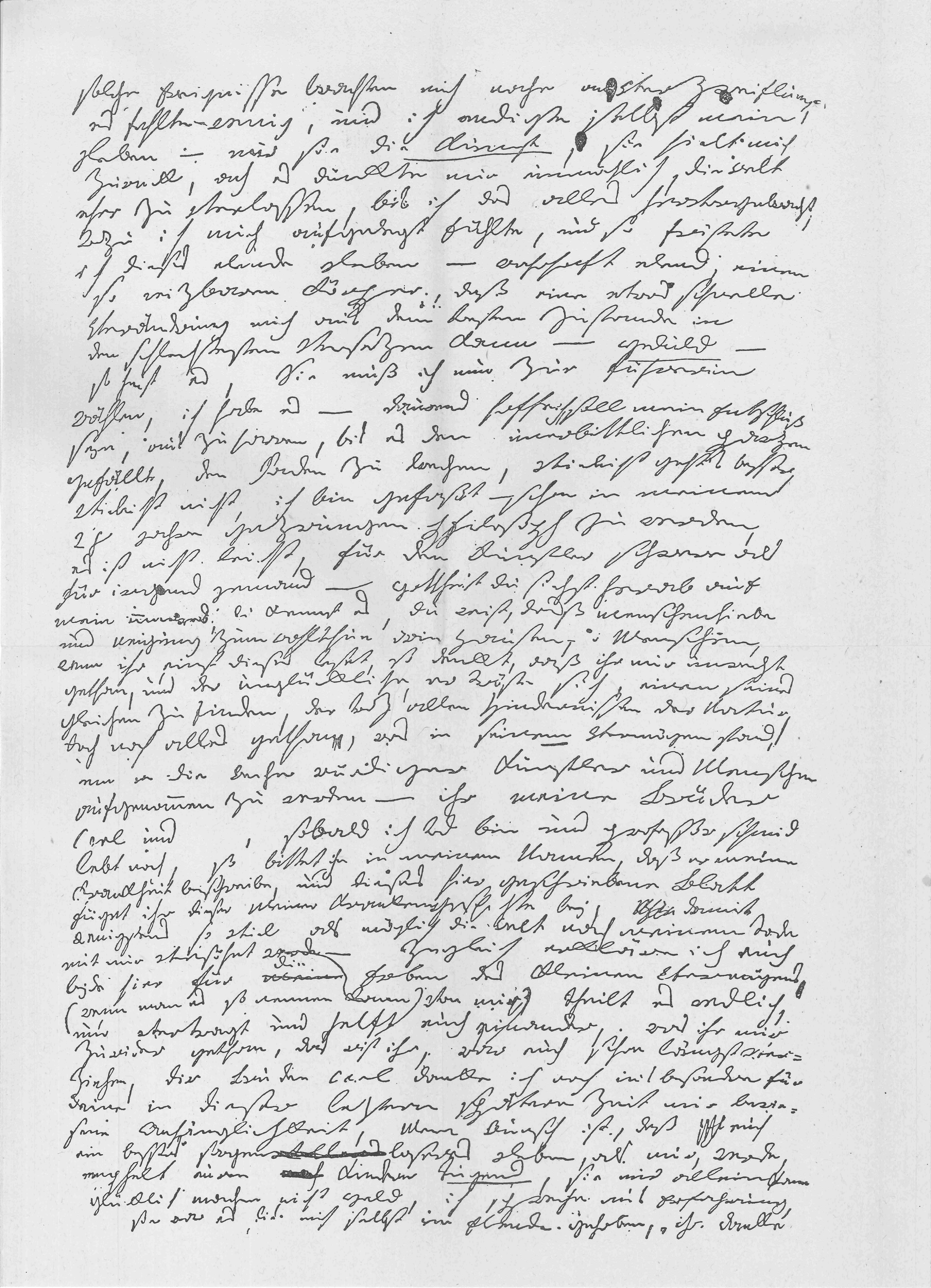
Tweede pagina van testament
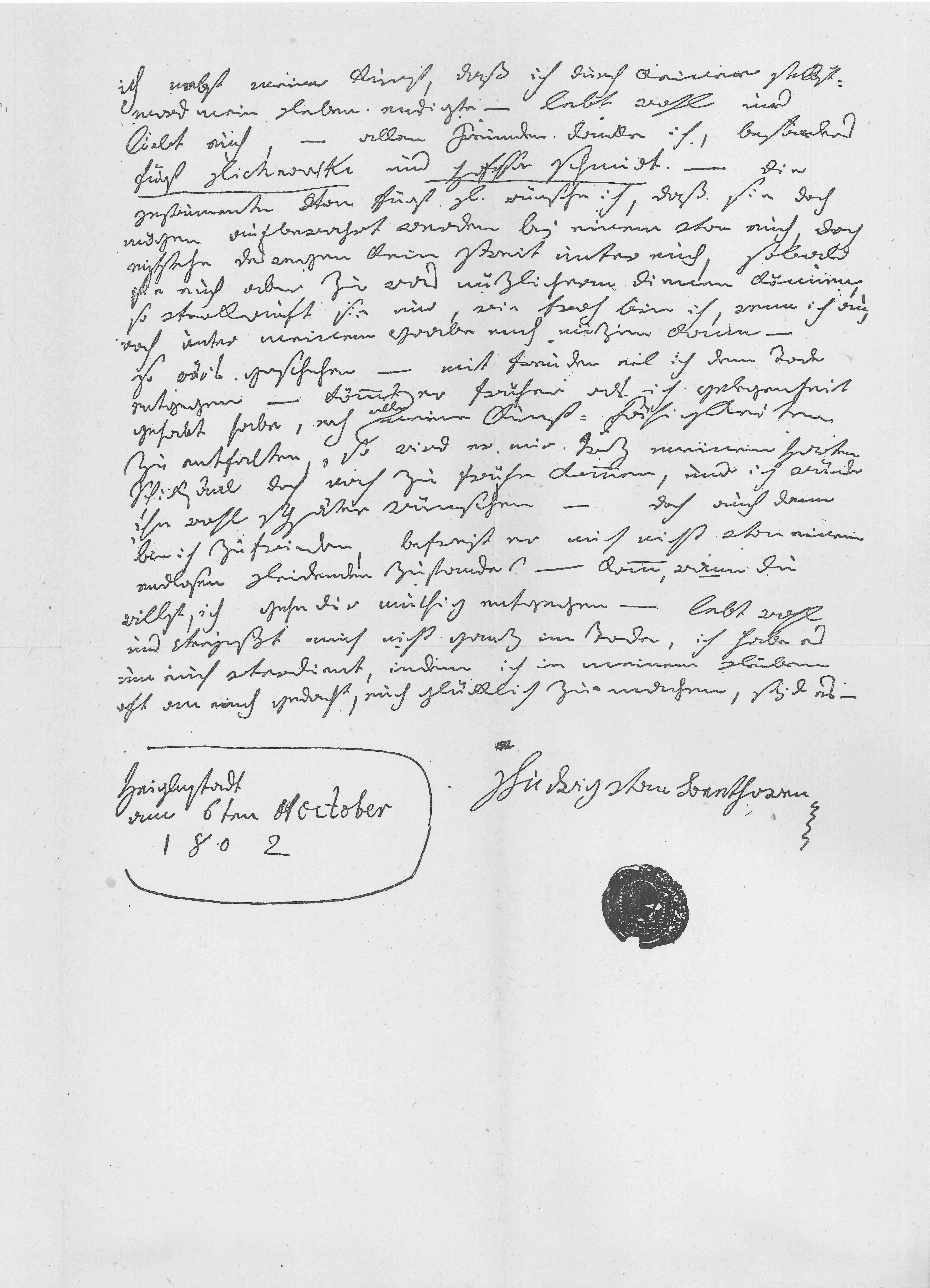
Derde pagina van testament
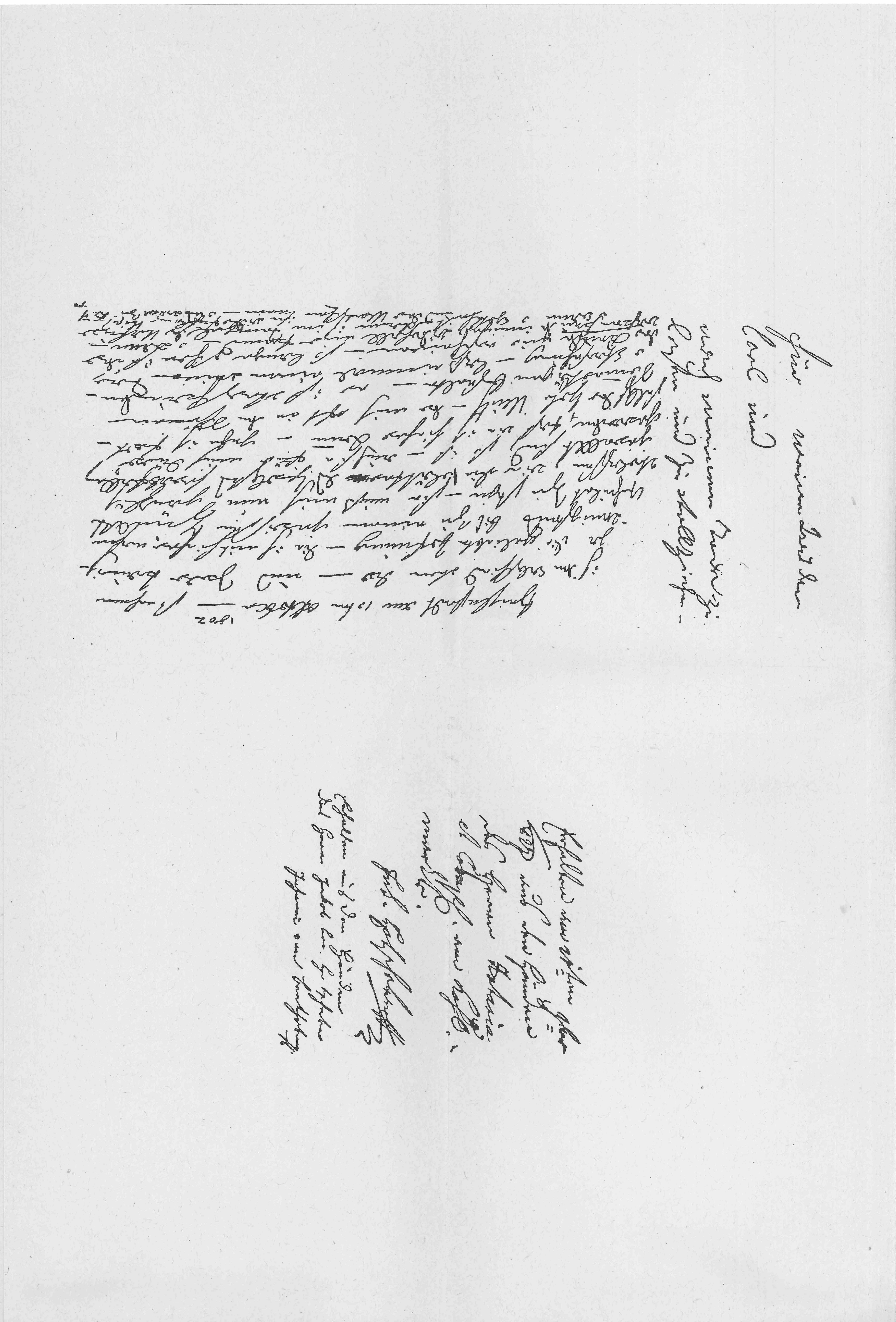
Vijfde pagina van testament